# Мануил II Палеолог
Мануил II Палеолог (на гръцки: Μανουήλ Β' Παλαιολόγος); Manuel II Palaiologos; * 27 юни 1350 г.; † 21 юли 1425 г.) е византийски император от династията на Палеолозите, управлявал от 1391 г. до 1425 г. Баща е на последните двама византийски императори – Йоан VIII Палеолог и Константин XI Палеолог.

## Произход и възкачване на престола
Мануил II Палеолог е вторият син на император Йоан V Палеолог (упр. 1341 – 1391) и неговата съпруга Елена Кантакузина (1333 – 1396). Негови дядо и баба по майчина линия са император Йоан VI Кантакузин (упр. 1347 – 1354) и Ирина Асенина, потомка на българския цар Иван Асен III.
За разлика от по-големия си брат Андроник IV Палеолог, който се опитва да узурпира трона, Мануил остава верен на баща си Йоан V и е определен от него за наследник. През 1369 г. той е регент на Солун, втората столица на Византия. Понеже баща му Йоан V е васал на турците, преди възкачването си Мануил е заложник в османския двор на султан Баязид I и заедно с него участва в превземането на Филаделфия, последният независим византийски анклав в Мала Азия.

## Управление
Научавайки за смъртта на баща си през 1391 г., Мануил Палеолог бяга от лагера на османците в Бурса и пристига в Константинопол, където е коронясан официално за византийски император. Това предизвиква гнева на султан Баязид, който в продължение на осем години (1394 – 1402) подлага града на обсада.
В резултат на водените преговори между Византия и католическите държави, през 1396 г. съюзна християнска войска, оглавявана от унгарския крал Сигизмунд, предприема поход на Балканите срещу Османската империя. Въпреки първоначалния напредък, европейците са победени в битката при Никопол на Дунав.
В 1399 г. Мануил II Палеолог тайно напуска обсадената столица на кораб, заедно с малка свита, за да търси помощ от западните владетели за спасяването на Византия и в частност – Константинопол, от османците. Той посещава Италия, Англия, Франция, където е приет с почести, но не получава необходимото военно съдействие.
След 1402 г., когато Баязид е разгромен и пленен от монголите на Тамерлан в битката при Анкара, обсадата на Константинопол е свалена, а натискът на турците върху Византия е временно отслабен. Между синовете на султана започва борба за наследяване на трона. Мануил II сключва мир и съюз със султан Мехмед I, когото подкрепя срещу братята му във войната за власт в османската държава. В замяна султанът му предоставя управлението на Солун, Варна и Несебър през 1411 година. В този период е построена стената Хексамилион, дълга шест мили (9,66 км), издигната за защитата на византийските владения в Пелопонес, Деспотство Морея.
Отношенията между Византия и турците отново стават враждебни, когато през 1422 г. новият османски султан Мурад II изисква от императора да получи васален данък и обявява война на Византия. Константинопол е подложен на поредната турска обсада. Мануил II поверява императорските правомощия на своя син Йоан VIII Палеолог и заминава за Унгария, където иска военна помощ от император Сигизмунд. Мисията не постига успех и след завръщането си в 1424 г., василевсът е принуден да приеме неизгодните условия на мир – признава се за васал на султана и приема да плаща данък.
Мануил II умира на 21 юли 1425 г. и е наследен на престола от сина си Йоан VIII Палеолог.
Император Мануил II Палеолог е автор на литературни произведения с реторично и теологично съдържание.

## Семейство и наследници
От брака си с Елена Драгаш, дъщеря на велбъждския деспот Константин Драгаш, Мануил II има седем деца:
- Константин Палеолог (1394 † 1402), умира млад
- Йоан VIII Палеолог, престолонаследник и император (1425 – 1448)
- Теодор II Палеолог (1396 † 1448), деспот на Морея (1407 – 1443)
- Андроник Палеолог (ок. 1400 † 1428, деспот на Солун от 1408 до 1423 († 1428)
- Михаил Палеолог (1405 † 1410), умира млад
- Константин XI Палеолог, или Константин XI Драгаш Палеолог, деспот на Морея и последен византийски император (8 февруари 1405 – 29 май 1453)
- Деметрий Палеолог (1407 † 1470), деспот на Морея от 1436 до 1438 и 1451 – 1460
- Тома Палеолог (1409 † 1465), деспот на Морея от 1428 до 1460
- две дъщери с неназовани имена